# Petäjäskoski vattenkraftverk

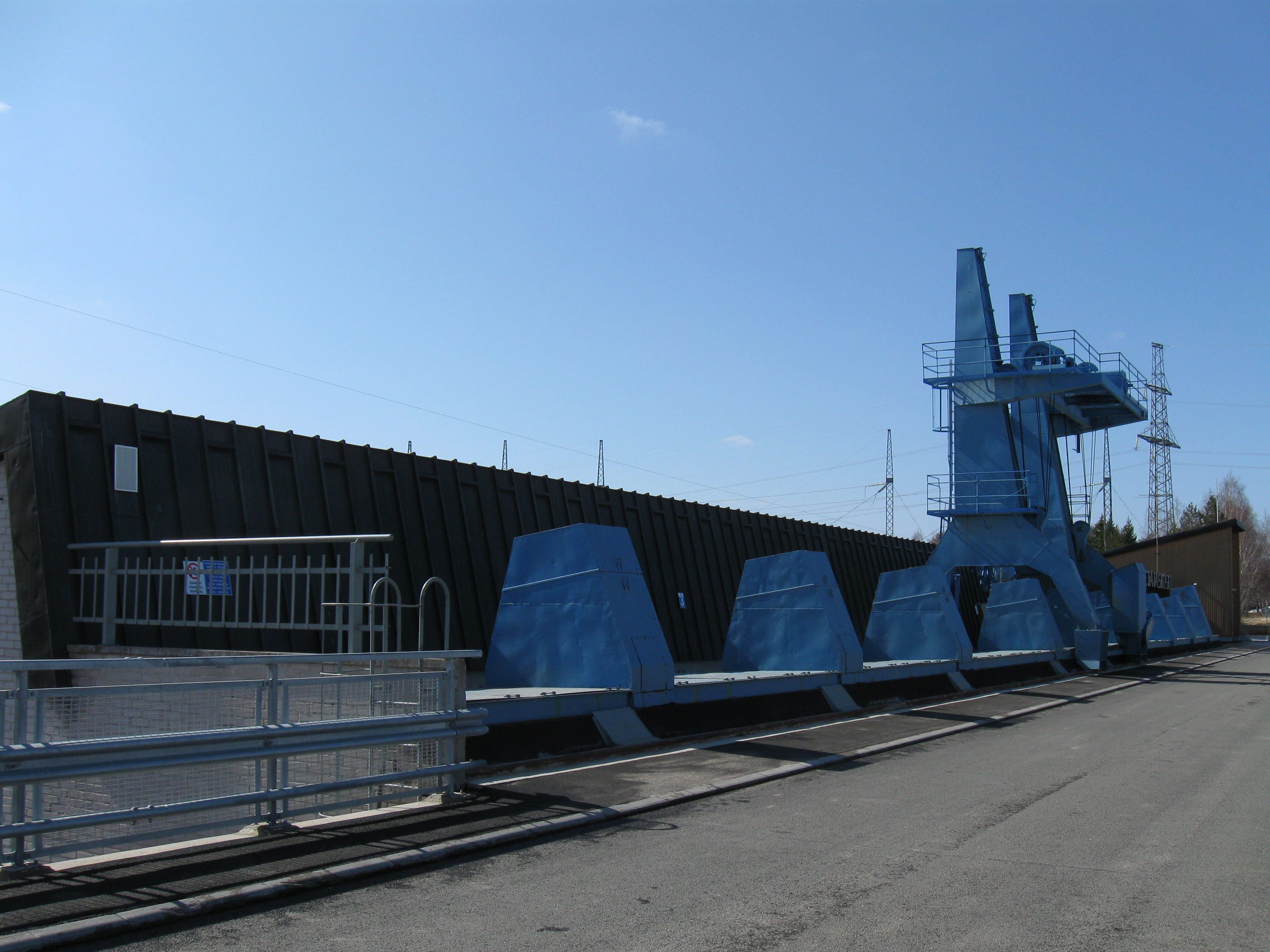
Petäjäskoski vattenkraftverk.

Petäjäskoski är ett vattenkraftverk i Kemi älv, omkring 85 km från mynningen i Rovaniemi, ägt av Kemijoki Oy. 
Kraftverket, som uppfördes 1953–1957, har en fallhöjd på 20,5 meter. Det är vattendragets största (135 MW) och, vad energiproduktionen beträffar (657 GWh/år), näst störst i Finland efter Imatra vattenkraftverk.